# Ocotea pittieri
Ocotea pittieri är en lagerväxtart som först beskrevs av Carl Christian Mez, och fick sitt nu gällande namn av H. van der Werff. Ocotea pittieri ingår i släktet Ocotea och familjen lagerväxter. Inga underarter finns listade i Catalogue of Life.